# Diecezja Springfield-Cape Girardeau
Diecezja Springfield-Cape Girardeau (łac. Dioecesis Campifontis-Capitis Girardeauensis, ang. Diocese of Springfield-Cape Girardeau) jest diecezją Kościoła rzymskokatolickiego w metropolii Saint Louis w Stanach Zjednoczonych w południowej części stanu Missouri. 

## Historia
Diecezja została kanonicznie erygowana 2 lipca 1956 roku przez papieża Piusa XII. Wyodrębniono ją podczas reorganizacji struktur kościelnych w stanie Missouri z diecezji Saint Joseph i archidiecezji Saint Louis. Pierwszym ordynariuszem został dotychczasowy biskup pomocniczy Saint Louis Charles Herman Helmsing (1908-1993). Diecezja nietypowo posiada dwie katedry, a nie jak w podobnych przypadkach katedrę i konkatedrę. Stało się tak ponieważ w planach był kolejny podział administracyjny (podział diecezji na dwie części), ale plany te nie doszły do skutku. Oba kościoły katedralne zachowały tytuł katedry diecezji Springfield-Cape Girardeau.

## Ordynariusze
- Charles Herman Helmsing (1956–1962)
- Ignatius Jerome Strecker (1962–1969)
- William Wakefield Baum (1970–1973)
- Bernard Law (1973–1984)
- John Leibrecht (1984–2008)
- James Vann Johnston (2008–2015)
- Edward Rice (od 2016)